# 壱岐市立武生水中学校
壱岐市立武生水中学校（いきしりつむしょうずちゅうがっこう, Iki City Mushozu Junior High School）は、2011年（平成23年）3月末まで長崎県壱岐市にあった公立中学校。略称「武中」（むちゅう）。
旧郷ノ浦町地区の初山中学校、沼津中学校、渡良中学校の3校と統合し、壱岐市立郷ノ浦中学校が新設された。なお、武生水中学校の校舎が、そのまま郷ノ浦中学校の校舎として使用されている。

## 概要
校名の由来
- 「武生水」という校名は、郷ノ浦町ができる前にあった武生水町（その前は武生水村）[1]という地名に由来している。武生水には長崎県の郡役所（現在の壱岐振興局）をはじめとして、古くから国や県の官公署・出先機関が置かれ、壱岐の中心地となってきた場所である。例えば、現在の壱岐警察署や壱岐保健所は、現在の名前になる前は武生水警察署、武生水保健所という名称であった。

- 現在、住所表記で用いることはないが、旧武生水町の地域は今でも「武生水」地区と呼ばれ、「武生水保育所」[2]というように、施設の名称で用いられている。

- 「武生水」という地名の由来には諸説ある。[3]
  - 1. 日本武尊の神を祀った社（やしろ）があり、その社の下から水が湧き出たことから。
  - 2. 景行天皇の皇子、日本武尊を授かったことに由来し、湧き出る水を産湯として用いたことから。
  - 3. 武士が湧き出る水を飲んで、士気を高めたと云う伝説から「力みなぎる聖水、体力がよみがえる魔法の水」ともてはやされ、その水を「武生水」と呼んだことから。

校訓
「厳しさ、優しさ、逞しさ」
校章
万年筆のペン先3本が中心より、3方向（上、右斜め下、左斜め下）に伸び、中心には中学を表す「中」の文字が置かれている。
校歌
作詞は豊永友一（武生水中学校 初代校長）、作曲は荻原秀枝によるもの。歌詞は4番まであり、歌詞の中に、学校名は入っていない。なお、壱岐市役所のホームページで校歌の曲（歌詞あり、歌詞なし）をダウンロードできる。
校区
小学校校区は壱岐市立盈科小学校、壱岐市立志原小学校、壱岐市立柳田小学校の3校であった。
校舎
3階建て。色は白。
校長
18代目で閉校。
制服
男子は学生服（学ラン）、女子はセーラー服。
通学方法
徒歩。

## 沿革
- 1947年（昭和22年）
  - 4月10日 - 「武生水町立武生水中学校」として開校。校長代理（事務取扱）は平田美久（武生水小学校[5]校長）
  - 8月1日 - 豊永友一、初代校長に就任。
- 1950年（昭和25年）
  - 4月12日 - 旧志原村、柳田村、武生水町の「三町村組合立武生水中学校」が長崎県立壱岐高等女学校[6]跡地（現在地）に開校。
    - 志原村立志原中学校（志原小学校に併設）と柳田村立柳田中学校（柳田小学校に併設）を統合。

  - 6月2日 - PTA組織結成。
- 1955年（昭和30年）2月1日 - 市町村合併[7]により「郷ノ浦町立武生水中学校」と改称。
- 1957年（昭和32年）9月20日 - 相撲場が完成。
- 1962年（昭和37年）12月9日 - 同窓会が発足。
- 1965年（昭和40年）3月10日 - 後援会により庭園が完成。
- 1966年（昭和41年）2月5日 - 有志家より校旗が寄贈。
- 1973年（昭和49年）9月1日 - 運動場拡張工事が完成。（9,800m²）
- 1984年（昭和59年）7月24日 - プールが完成。
- 1989年（平成元年）6月 - 相撲部屋が新築。土俵を整備。視聴覚室を新設。
- 1990年（平成4年）
  - 3月10日 - 体育館が完成。
  - 6月11日 - 旧制壱岐高等女学校跡地記念碑除幕式を挙行。
- 1993年（平成5年）7月 - 校舎大規模改造着工。
- 1997年（平成9年）8月24日 - 全日本中学校バレーボール選手権大会で男子第3位。
- 1999年（平成11年）
  - 2月20日 - 頭髪の自由化開始。
  - 10月 - 創立50周年記念講演会の実施。（講師 古賀稔彦）創立50周年記念式典を挙行。
- 2003年（平成15年） 
  - 4月1日 - 長崎県より「トライ・イングリッシュ・スクール事業研究」の委託を受ける。（2年間）
- 2004年（平成16年）3月 -壱岐郡内4町合併による壱岐市誕生に伴い、「壱岐市立武生水中学校」（最終名）となる。
- 2006年（平成18年）
  - 4月1日 - 文化部（器楽部）を創設。
  - 4月20日 - 校内LAN工事が完了。
- 2011年（平成23年）3月 - 壱岐市の中学校規模適正化（統廃合）により、閉校。（創立から64年を目前に閉校。）
  - 最終年度 在校生徒数（中学3年を含む）230名、学級数8
  - 在校生は4月より壱岐市立郷ノ浦中学校へ編入となる。
  - 校舎はそのまま郷ノ浦中学校校舎として使用。

## 学校行事
1学期
- 4月 – 歓迎遠足
- 5月 - 壱岐市中体連（球技・武道大会）、生徒総会
- 6月 - 壱岐市中体連（陸上・相撲大会）
- 7月 - 地区会
- 8月 - 平和集会

2学期
- 9月 - 体育祭
- 10月 - 壱岐市中体連駅伝大会、中2修学旅行
- 11月 - 合唱祭
- 12月 - 人権集会、生徒会役員選挙

3学期
- 1月 - 校内駅伝・ロードレース大会
- 2月 - 立志式
- 3月 - 卒業式、修了式

## 部活動
運動部
- 野球部（男）
- ソフトボール部（女）
- バレーボール部
- バスケットボール部
- ソフトテニス部
- 卓球部
- 剣道部

文化部
- 器楽部

期間限定
- 6月大会のために、5月大会終了後に全校生徒の中から選抜され、特別編成される。大会後解散する。[8]
  - 陸上部（男女）
  - 相撲部（男）
  - 応援部（男女）
- 10月大会のために、全校生徒の中から選抜され、特別編成される。
  - 駅伝部（男女）

- 壱岐地区では中学校体育大会[9]は「中体連」[10]と呼ばれ、種目ごとに3回ごとに分かれて行われる。（2011（平成23年）の統合後もこの形で行われている。）
  - 5月 -球技・武道
  - 6月 -陸上・相撲
  - 10月 -駅伝

## アクセス
最寄りの港
- 郷ノ浦港 - 九州郵船が福岡県の博多港と対馬市の厳原港との間にフェリー・ジェットフォイルを運航している。

最寄りのバス停
- 壱岐交通 「郷ノ浦中学校前（旧武生水中学校前）」「八畑（はちばたけ）」

## 周辺
- 長崎県壱岐振興局（旧壱岐支庁、旧壱岐地方局）
- 長崎県警壱岐警察署
- 長崎県壱岐合同庁舎
- 長崎地方法務局壱岐支局
- 長崎地方裁判所（長崎家庭裁判所）壱岐支部（壱岐簡易裁判所）
- 壱岐市役所本庁
- 壱岐市ケーブルテレビセンター（旧観光会館）
- 壱岐市立郷ノ浦幼稚園
- 壱岐市立盈科小学校
- 光福寺
- 医療法人玉水会 赤木病院